# T-18 (戦車)
T-18（ロシア語：Т-18）は、1928年から1931年にかけて生産された、ソビエト連邦が設計した最初の戦車（軽戦車）である。MS-1（ロシア語：МС-1）、Maliy Soprovozhdeniya-Perviy（マリー・ソプロヴォジデニヤ・ペルヴィ）という別名もある。

## 概要
ソ連は、対ソ干渉戦争中に白軍より鹵獲した ルノー FT-17 軽戦車を、1919年10月に再生したのを手始めに、クラスノエ・ソルモヴォ（Krasnoye Sormovo）工場にて解体・研究し、FT-17 のコピーである「ルスキー・レノ」（Russki Reno、「ロシア製ルノー」の意）、別名「KS戦車」（KSはクラスノエ・ソルモヴォの頭文字）が開発され、1920年～1921年に15両が製造された。オリジナルのFT-17との違いは、砲塔右側面に機関銃1挺が追加されていた。
1924年、軍事産業中央理事会の下に新設された戦車設計局は、「重量3 t（後に5 t)、12 km/hの速度、16 mmの装甲、37mmの主砲」という、新戦車の要求仕様を提示し、それに基づき、同局のウラジーミル・ザスラフスキーによって FT-17 を参考に（KS戦車の発展型として）MS-1 が設計された。車体はフレームに装甲板をリベット留めしたセミモノコック構造で、エンジンにはモスクワの AMO 工場が生産するイタリアのフィアット15terをコピーした35馬力のトラック用エンジンが選ばれた。乗員は2名でタンデム式に、車体前部には操縦手が、後部の砲塔には車長兼砲手兼機銃手が、配置された。砲塔正面は上から見て135度の角度がつけられた2つの面で構成されており、主武装には、砲塔正面左面に、1883年にオチキスから購入した1ポンド（37 mm）海軍短砲を、ロシアのオブホフ工場で国産化した物（貫徹力は低く、ピュトー砲並み）を、副武装には、砲塔正面右面に、フェドロフM1916 6.5 mm自動小銃(オチキス 7.62 mm機関銃という説もあり）をボールマウントに連装で架装して、採用した。車体後部のエンジンで車体後方の起動輪を駆動する後輪駆動方式、走行装置には垂直スプリングサスペンションを採用し、ルノー FT-17 と比べて路外走行性能が大きく向上していた。車体底面には脱出用ハッチが設けられていた。
T-16  と呼ばれる原型車両は1927年6月に試験を受け、制衝転輪を追加したり、アレクサンドル・ミクーリンによって再設計されたエンジンを横置き式に搭載するなど、小改良を加えた後、7月に T-18 として量産が決定された（T-18 1927年型）。
T-18 の生産は、1928年5月にレニングラード・オブホフ（Obukhov）工場（後のボルシェビク工場）で開始された。最も初期の30両は深刻な機械的問題を抱えており、ボールベアリングとキャブレターを輸入しなければならなかった。その後も T-18 の生産は度々停止されたが、1929年には40馬力のエンジン（これにより速度が17.5㎞/hに向上）と（無線装置を収納するための、ただし実際には無線装置は備えられなかった）砲塔後部の張り出しを持った改良型（T-18 1930年型）が導入され、1931年までに総数960両の T-18 が生産された。
また、T-16 と T-18 は数々の実験車両のベースとなり、それらはボルシェビク工場でのテストを受けた。結果として、90馬力のエンジンを搭載する T-19、60馬力のエンジンを搭載する T-20 （コムソモーレツとは別物）が開発されることになった。ハリコフ自動車工場に新たに設立された T2K 戦車設計局（後のモロゾフ設計局）では、軽戦車である T-18 を基に T-24 中戦車を開発している。
最終的に、T-18は、1930年代の基準からすると、貧弱な武装と不十分な装甲であり、任務を遂行するのにふさわしくないことが実証され、1932年以降は第一線から退き、訓練用戦車として使われている。
T-18 とその派生車両は、ソ連の工業力はまだ未熟だったことと、開発の基となった FT-17 が既に時代遅れであったことが原因で、基本的に失敗作となったが、ソ連にとっては、戦車を初めて設計・生産するという、貴重な経験となった。 
T-18 の後継としては、イギリスから輸入した次世代の軽戦車であるヴィッカース 6トン戦車を基に歩兵支援戦車としてT-26 軽戦車が、T-24 の後継としては、アメリカから輸入したクリスティー式戦車を基に機動戦車としてBT戦車が、開発され、共に大成功を収めている。

## SU-18 （СУ-18）
T-18 の車体を流用した計画車両に、「SU-18 自走榴弾砲」がある。キリル文字表記なら「СУ-18」である。
1927年12月、ソ連陸軍砲兵研究所は、T-18（MS-1） の車体をベースに、様々な火砲を搭載する研究を開始し、その中には「76.2 mm榴弾砲」や「45 mm対戦車砲」、「37 mm対空機関砲」、「対空連装機関銃」の搭載も含まれていたが、具体的に進展したのは「76.2 mm榴弾砲」搭載案のみであった。
1930年6月、40馬力のエンジンと砲塔後部の張り出しを持った改良型の「T-18 1930年型」の車体をベースに、連隊砲である「M1927 76.2 mm榴弾砲」を搭載した、「SU-18 自走榴弾砲」の試作が承認された。SU-18 は、砲塔の代わりに、操縦席より前方にはみ出した密閉式固定戦闘室を支柱で支えて車体上部に備えていた。76.2 mm榴弾砲には反動軽減のためにマズルブレーキが装着されていた。
その後、ベース車体をより大型の T-19 に変更することが決定されたが、T-19 の生産が技術的に困難であると判明し、SU-18 の計画は頓挫した。

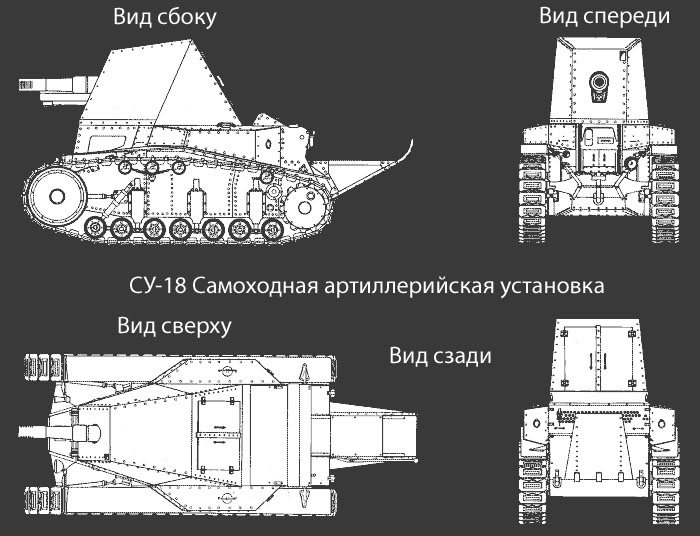
SU-18 76.2 mm自走榴弾砲

## T-18M (45 mm戦車砲搭載型 T-18）
ソ連が、ナチスドイツと敵対関係になると、1941年7月、予備兵器として保管されていた T-18 の内、おそらく200両以下が、主砲をT-26 にも搭載された高初速の20-K 45 mm戦車砲 32/34年型に、エンジンを50馬力のGAZ-M1に、改装された。独ソ戦初期に、ミンスク西方の西部軍管区に配備され、ドイツ軍を迎え撃った。その後、キエフ・ヴォロネジ線に投入され、現地まで自走した後、エンジンと（履帯や車輪含む）走行装置全体を撤去され、移動不可能なトーチカとして使用された。「T-18M」の呼称は便宜的なものであり、戦争中に使用されたものではない。
 - 走行装置を外され、トーチカに転用された、T-18M

## その他 派生車両
T-18 補給戦車、T-18 化学戦車、OT-1 火炎放射戦車、T-18 指揮戦車、T-18 自走砲運搬車、B-4M 203mm榴弾砲、など。

## Gochkisa 37 mm対戦車砲
GochkisaとはHotchkissのことであり、Gochkisa 37 mm対戦車砲とは、用途廃止となったT-18軽戦車の主砲（原型はオチキス 1ポンド（37 mm）海軍短砲）を取り出して対戦車砲とした物。共和政スペインでは兵器不足に直面していたため、こうした砲もソ連から補充していた。

## T-20（T-18 改良型）
1927年に開発された、ソ連初の国産量産戦車であるT-18が、5年も経たないうちに、絶望的に時代遅れになり、T-19に置き換えられるはずであったが、うまくいかず、T-18を完全に放棄するのではなく、再設計し、改良することになった。
T-18の「蘇生」プロジェクトは、T-20と呼ばれ、1930年の冬に始まった。改良点は、以下のとおりであった。
- エンジン出力を 60 hp に上げる。
- 武装を改良する。
- 機関銃の弾薬を増やす。
- 燃料タンクの容量を100リットルから160リットルに増やす。
- 空虚重量を減らす。
- 車輪をT-19の物と統一する。
- 操縦を簡素化する。
- 輸入部品の数を減らす。

## 画像

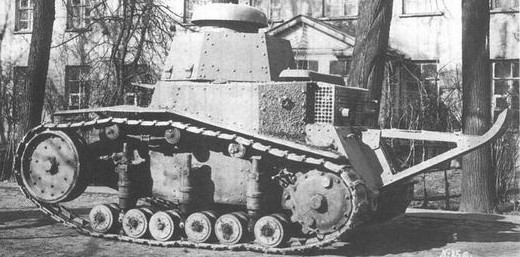
本車の原型となったT-16(1927年)
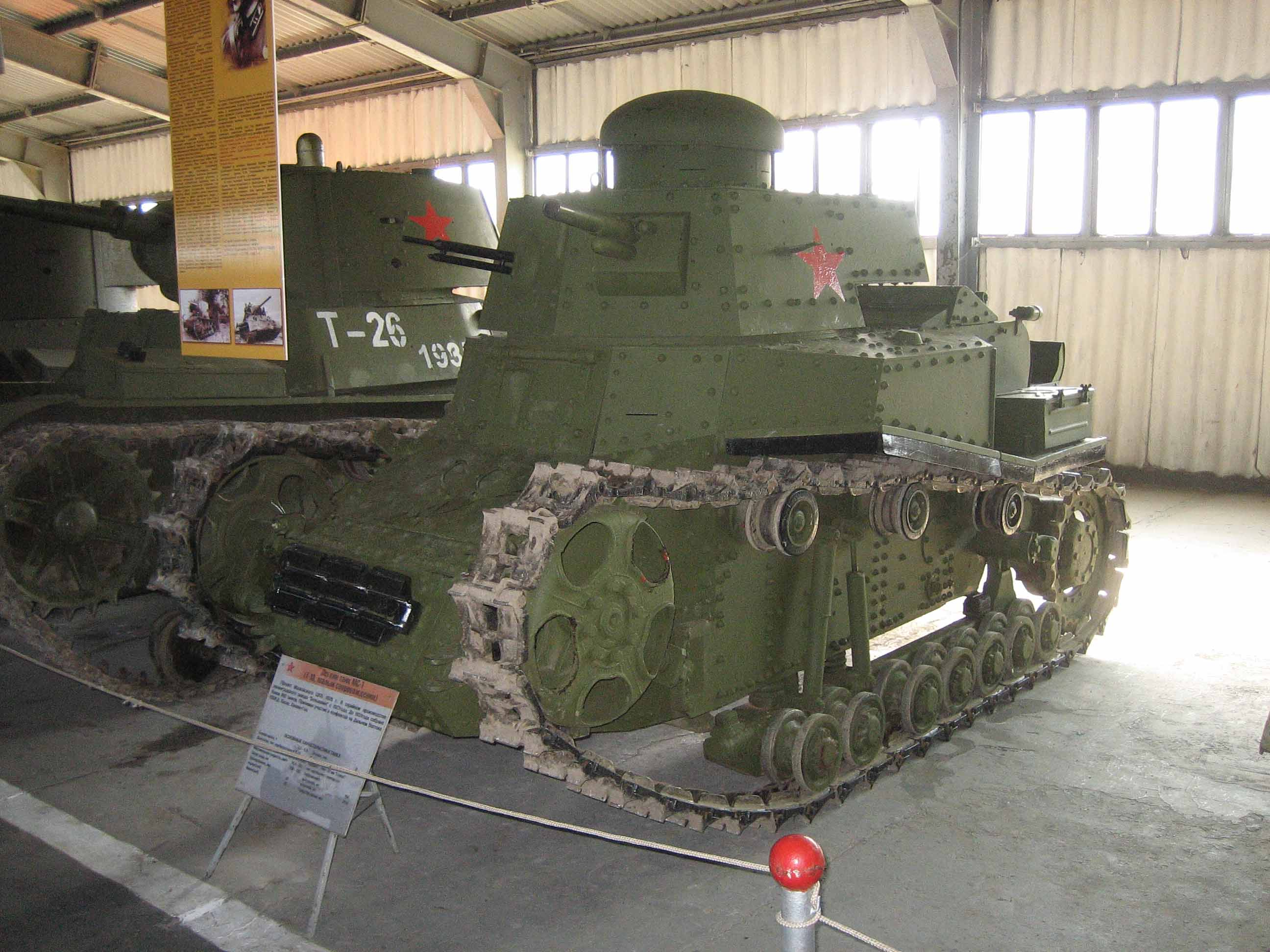
クビンカ戦車博物館のT-18

## 登場作品
『World of Tanks』
ソ連軽戦車MS-1として登場。また自走砲型のSU-18も使用可能。